# 南巴拉·克萨瓦·拉奥
南巴拉·克萨瓦·拉奥（英語：Nambala Keshava Rao，1955年—2025年5月21日），化名为巴萨瓦拉吉（Basavaraj）或加加纳（Gaganna），曾任印度共产党（毛主义）中央委员会总书记。

## 生平
1955年生于安得拉邦斯里卡库兰县Jiyannapet村，毕业于瓦朗加尔地区工程学院工程专业，曾任学院学生会的主席，是激进学生会的成员。1980年在斯里卡库兰被捕。1992年任印度共产党（马列）人民战争中央委员。2004年印共（毛）成立时任中央政治局委员、中央军事委员会负责人。2018年11月任印共（毛）中央总书记。印度国家调查局宣布为他悬赏100万卢比。

## 阵亡
2025年5月21日，中央后备警察部队与纳萨尔派在恰蒂斯加尔邦阿布吉马德地区发生激烈枪战，拉奥和其他27名纳萨尔派成员丧生。